# Ventrifossa johnboborum
Ventrifossa johnboborum es una especie de pez de la familia Macrouridae en el orden de los Gadiformes.

## Morfología
• Los machos pueden llegar alcanzar los 47,5 cm de longitud total.

## Hábitat
Es un pez de aguas profundas que vive entre 540-810 m de profundidad.

## Distribución geográfica
Se encuentra en el Mar de Bismarck, Papúa Nueva Guinea y el sureste del Pacífico.